# Настольный хоккей WTHA

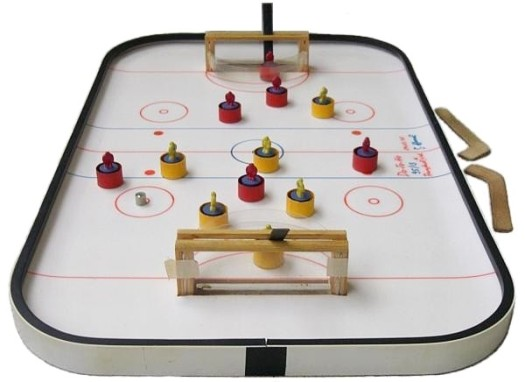
Do-To-Ho — один из вариантов бильярд-хоккея, производимый в Германии.

Настольный хоккей WTHA (англ. tablehockey или boardhockey) — обобщающее название ряда спортивных игр для двух участников, имитирующих с большей или меньшей степенью подобия игру в хоккей с шайбой. Игра ведётся с помощью специального оборудования — механического симулятора той или иной конструкции, который выполняется в виде специального стола, подобного бильярдному или теннисному, либо в виде блока, устанавливающегося на обычный стол. Каждый из соперников с помощью этого симулятора ведёт партию за свою команду.
Общей чертой всех видов настольного хоккея по версии WTHA — Всемирной Ассоциации Настольного Хоккея является лишь то, что в ходе игры необходимо забрасывать шайбу в ворота противника. В остальном варианты могут очень сильно различаться: если в одних симулятор обеспечивает имитацию игры, внешне очень похожей на реальную хоккейную встречу (имитируются игроки, есть возможность использования некоторых типичных тактических приёмов «большого» хоккея), то другие больше напоминают бильярд или настольный теннис.
По настольному хоккею по версии WTHA, точнее, набору из нескольких игр, проводятся международные соревнования. Существуют две федерации WTHA, разделённые регионально (Северная Америка и Европа), а также несколько международных федераций, курирующих отдельные дисциплины версии WTHA либо их части и рассматривающие их отдельными видами спорта. WTHA регулярно проводит международные турниры. В ряде стран, в том числе в России, имеются национальные федерации настольного хоккея, ведающие развитием этого вида спорта в стране и организующие внутренние турниры.

## Общее описание и классификация

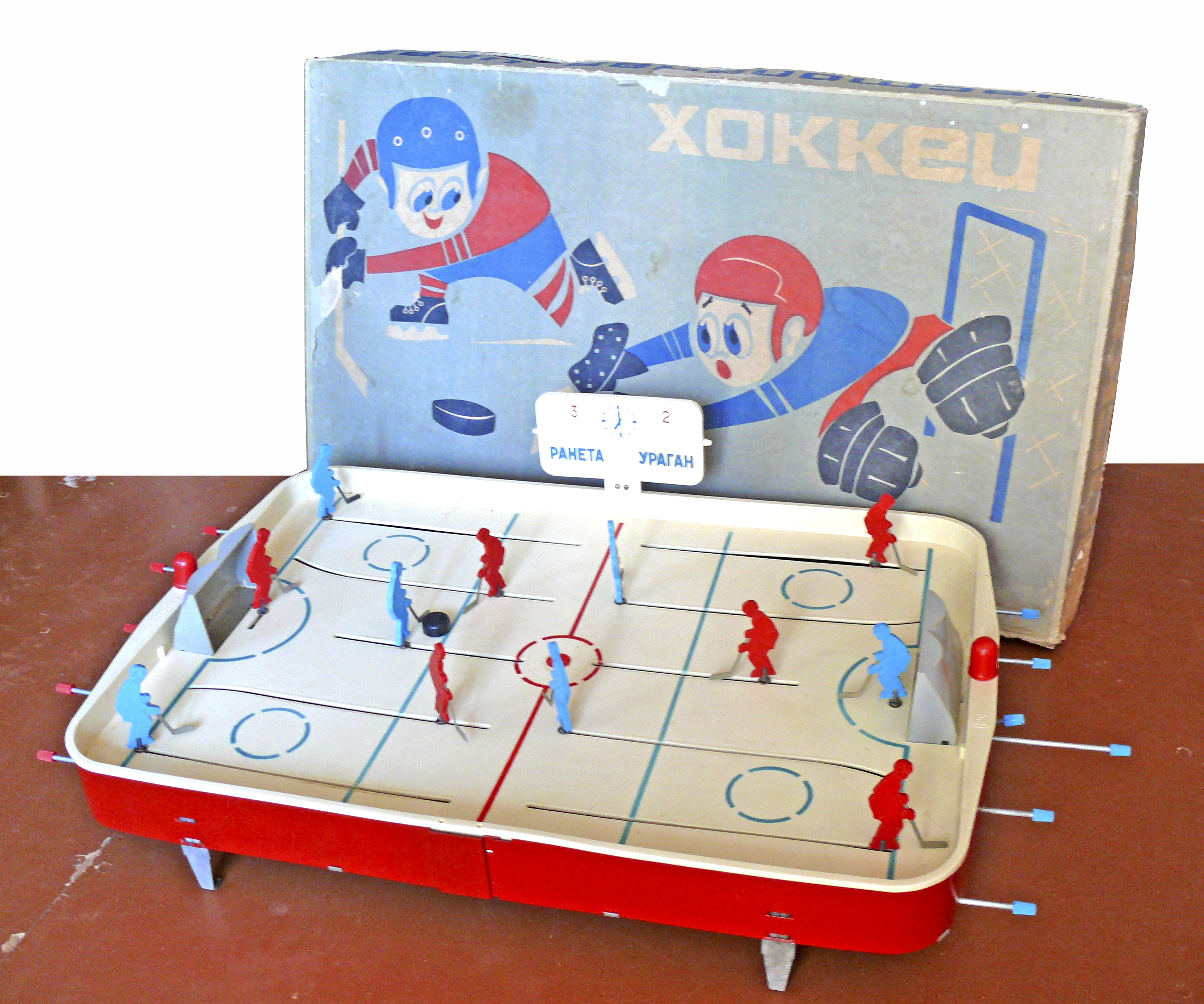
Настольный хоккей «Луч» советского производства. Имеет электрическую систему фиксации забитого гола

К настольному хоккею обычно относят игры для двух игроков, в которых в миниатюре моделируется матч по хоккею с шайбой, то есть имеется игровое поле, по которому перемещается шайба, ворота у каждого игрока, в которые эту шайбу необходимо забрасывать, и те или иные механизмы и правила, согласно которым стороны ведут борьбу за шайбу, осуществляют нападение на ворота соперника и защищают свои ворота. Механизмов может и не быть, в этом случае шайбу двигают вручную каким-либо предметом. Механизмы симуляции, правила и степень внешнего подобия настольной игры «большому» хоккею могут быть различны.
Развитие настольного хоккея породило несколько самых распространённых типов настольных хоккейных симуляторов. По классификации европейской WTHA, которая проводит собственные чемпионаты мира и Европы по настольному хоккею, хоккейные симуляторы делятся на 4 класса:
- BTH — бильярд-хоккей;
- AIR — аэрохоккей;
- ROD — игры с рычагами управления, или собственно настольный хоккей;
- ETH — прочие разновидности.

Все без исключения хоккейные симуляторы могут быть рекомендованы для игрокоррекции мелкой (тонкой) моторики людей с ЗПР и для включения в программы специальных Олимпийских и Параолимпийских игр.

## История

### С древности до нового времени
Симуляторы хоккея исследователям предположительно известны практически с тех же времён, когда, вероятно, появились сами «большие» игры хоккейного типа. По исследованиям Международной Федерации хоккея, сама игра в аналоги хоккея существует примерно со 2-го тысячелетия до н. э. и была известна в Древнем Египте, Шумере, Персии, Древней Греции, Китае, Японии. Согласно журналисту и тренеру В.Лазареву-Парголовскому, исследователь Стэн Фишлер упоминает древнегреческую настольную хоккейную игру «атхениан», в которую играли ахейцы, осаждая Трою в 1250 году до н. э.
Однако, слово «атхениан» является транслитом на русский английского слова «Athenian» — афинский.
Ранние симуляторы хоккея, существование которых предполагают исследователи, представляли собой некий симбиоз между маленьким бильярдом, настольным теннисом и настольным хоккеем, разделение данных игр ещё не состоялось. Чего было больше в этих прототипах, узнать невозможно.
Во время Тёмных веков, после крушения Западной Римской Империи, арабская цивилизация сохранила не только знания древнего мира, но и многообразие настольных игр. В XIII веке крестоносцы привезли с Востока в Чехию настольную игру, несколько напоминающую хоккей-бильярд.

### XIX — первая половина XX века
Во второй половине XIX века настольный хоккей стал довольно популярен на волне увлечения спортивными играми для помещений (примерно в те же годы появился, например, настольный теннис), в которые играли в специальных игровых салонах. В России большую роль в популяризации настольного хоккея сыграл Илья Березин, известный тем, что ввёл в употребление в «большом» хоккее резиновый мяч и считающийся поэтому одним из авторов хоккея с мячом. Березин был постоянным посетителем салона в Таврическом, где играли в некий настольный хоккей. Многие в те годы ходили в Таврический только для того, чтобы посмотреть на Березина. Под влиянием сложившегося к концу XIX века русского хоккея с мячом первые российские (а за ними — советские) модели настольного хоккея также использовали мяч, а не шайбу.
Carrom Company( США ) первая в Мире Мультитейбловая компания , выпускающая все основные виды настольного хоккея. За основу взяты древние игры карром с Ближего Востока. Карром Компани основана в 1889м году Генри Хаскеллом , город Лудингтон, Мичиган. Сам Мичиган расположен на двух полуостровах Верхнем ( Короне ) и Нижнем ( Рукавице , Руке ). У Каррома помимо AIR проектов несколько моделей BTH ( нок и бокс хоккей ) , ROD ( стик хоккей ) и ETH , прочие , выпускаются Слинк хоккей.
В 1932 году канадец Дональд Мунро создал свою деревянную модель настольного хоккея. Эта игра сейчас выставлена в Зале Хоккейной Славы в Торонто. В 1934 году первые настольные хоккеи стали выпускаться промышленно как в Северной Америке, так и в Швеции, и в том же 1934 году состоялся первый известный матч. В 1937 году в Ленинграде Илларион Морозов и Георгий Мамаев, балаганные затейники Дворца Пионеров в Аничковом Дворце (СПб), используя чертежи Березина, изготовили собственный вариант настольного хоккея.

### Вторая половина XX века
В 1948 году советский физиолог Николай Бернштейн обосновал связь тренировки мелкой моторики рук с развитием когнитивных навыков у детей; это стало стимулом к созданию и запуску в производство детских игрушек, которые могли бы стимулировать развитие мелкой моторики. Одной из таких игрушек стал настольный хоккей, массовое производство которого началось в СССР по рекомендации Минздрава.
В 1952 году телевидение СССР сделало свой первый репортаж о хоккее с шайбой, а в 1954 советская команда во главе с Всеволодом Бобровым и тренером Аркадием Чернышёвым выиграла свой первый чемпионат мира по этому виду хоккея. Естественно, это подогревало интерес к настольному хоккею в СССР.
В 1953 году в Канаде изобретатель Фостер Хеввит заменил деревянные модели Мунро на пластиковые с фигурками игроков, а через год компания «Eagle» начала массовый выпуск полян, благодаря этому усовершенствованию уже похожих на нынешние. В конце 50-х шведская фирма «Stiga» приступила к выпуску своих хоккейных полян, причём к их рекламе был привлечён известный хоккеист Свен «Тумба» Юханссон.
В СССР в 1961 вышел короткий телесюжет, в котором Юрий Гагарин играл в хоккей на столе с хоккеистами. В 1964 году Борис Дежкин, Сакко Рунге, Александр Кумма создали мультфильм «Шайбу! Шайбу!». Производители настольного хоккея сделали персонажей мультфильма фигурками игроков. Выпуск настольного хоккея с этими персонажами продолжался в СССР вплоть до 1980-х годов.
В 1971 году в Нью-Йорке был проведён турнир, организаторами названный чемпионатом мира по настольному хоккею. Начались серии турниров по США и Канаде.
В 1972 году, после Суперсерии СССР — Канада продажи настольного хоккея в СССР и Северной Америке побили все рекорды. Фантаст Кир Булычёв в вышедший в том же году сборник «Чудеса в Гусляре» включил рассказ «Хоккей Толи Гусева», полностью посвящённый настольному хоккею: на далекой планете звездолёт попал в ледовый плен; астронавты Толя Гусев, Глеб Бауэр и Варпет делают настольный хоккей и проводят соревнования, чтобы скоротать время до потепления.
В 1975 году действующая в Северной Америке WTHA провела свой первый турнир по настольному хоккею на полянах «Munro».
В 1978 в США прошёл 1-й чемпионат мира по аэрохоккею, в 1989 — 1-й чемпионат мира по версии ITHF (рычажный симулятор «STIGA»).
В СССР в 1989 году в Ленинграде был зарегистрирован устав «Клуба поклонников настольного хоккея» — первой общественной организации, ставившей своей задачей развитие настольного хоккея.. В Совете состояли Василий Лазарев-Парголовский и Алексей Титов (президент РФНХ с 2009 года).
В 1990 году прошёл 1-й чемпионат Европы по версии ITHF, в 1992 году — 1-й чемпионат Европы по версии WTHA

### 2000 — наши дни
В 2000 году были основаны региональные организации «Федерация настольного хоккея Санкт-Петербурга» (ФНХ СПб) и «Федерация настольного хоккея Северо-Запада» (ФНХ СЗ). В 2001 году основаны Региональная ассоциация настольного хоккея (РАНХ) и Региональная федерация настольного хоккея (РФНХ) Первым президентом РФНХ стал Михаил Марголис, занимавший этот пост с 2001 по 2009 год.
В 2006 на сессии европейской WTHA была принята собственная классификация настольного хоккея, основанная на четырёх основных элементах, по аналогии с системой мира Аристотеля, с добавлением «5-го элемента» — Абсолютного разряда.
В 2008 проведён 1-й мультистандартный чемпионат мира европейской WTHA, где выявляются как чемпионы по отдельным видам (AIR, BTH, ROD), так и абсолютный чемпион мира.
В 2009 году в польском городе Водзислав прошла специальная сессия WTHA, посвящённая адаптивному спорту. Представители разных стран единогласно приняли решение о проведении турниров по настольному хоккею для людей с ограниченными возможностями.

## Международные организации
Настольный хоккей WTHA наиболее популярен в Чехии, однако известен также в России, Польше,Словакии, США, Канаде,Венгрии,Испании,Германии,Бангладеш и Швеции. Международной организацией по настольному хоккею является WTHA, основанная в 1992-м году. В отличие от остальных федераций, в основе которых лежит доминирование одного из видов настольного хоккея, WTHA строит свою философию вокруг Абсолютного разряда, который является квинтэссенцией четырёх основных элементов мира настольного хоккея, где ROD — Земля, ETH — Вода, BTH — Воздух, а AIR — Огонь. Баланс этих четырёх элементов системы Аристотеля, Гиппократа, Галена — залог успешного развития данного вида спорта.
В рычажном хоккее в основном известна Международная федерация настольного хоккея (ITHF), под эгидой которой проводятся чемпионаты мира (с 1989 г. раз в 2 года) и чемпионаты Европы (с 1990 г. с перерывом, возобновлены в 2006 г.). ITHF использует только поляны фирмы «Stiga». WTHA раньше проводила соревнования на модели «Луч», однако сейчас перешла на «Chemoplast». В Северной Америке большинство федераций считают основным стандартом либо «Stiga», либо «Coleco», но обычно признают и другие стандарты, которых на этом континенте производится много.
Аэрохоккеем в мире управляют в основном Американская ассоциация аэрохоккея (USAA) и Ассоциация игроков Аэрохоккея (AHPA), которые организовывают чемпионаты мира и устанавливают стандарты игры.

## Настольный хоккей в России

### Организации и соревнования
В России развитыми в плане настольного хоккея являются Санкт-Петербург, Москва, Курск, Нижний Новгород, Казань, Череповец и Новокузнецк. Общероссийской национальной федерацией является Российская Федерация Настольного Хоккея (РФНХ).
В России проводились (проводятся) следующие крупные соревнования по настольному хоккею:
Рычажный хоккей (ROD)
10-й чемпионат мира ITHF проходил в Москве в июне 2007 года, а 14-й — в Санкт-Петербурге в июне 2015 года.
Ежегодные популярные турниры: Кубок Москвы, Чемпионат России, Кубок России.
Аэрохоккей (AIR)
6-й чемпионат Европы WTHA проходил в Санкт-Петербурге с 25 по 28 мая 2011 года.
Ежегодный популярный турнир: Russia Open.
Бильярд-хоккей (BTH)
18-й чемпионат Европы WTHA проходил в Санкт-Петербурге с 25 по 28 мая 2011 года.
Ежегодный популярный турнир: Russia Open

### Достижения российских игроков
- 2-3 июня 2001 года — Сборная России впервые приняла участие в 7-м чемпионате мира в городе Плзень, Чехия.
- 2003 — первым российским чемпионом мира ITHF среди юниоров стал Алексей Захаров.
- 2006 — первой российской чемпионкой Европы ITHF в женском разряде становится Александра Белавина. Она же в 2007 году стала первой российской чемпионкой мира ITHF в женском разряде.
- 2009 — первой российской чемпионкой Европы WTHA в женском разряде стала Кристина Казацкая. Сборная России завоевала первое место в командном зачете на чемпионате мира в Венгрии.
- 2011 — первый российский чемпион мира ITHF в общем разряде, Олег Дмитриченко. На чемпионате мира в Турку (Финляндия) российская сборная стала обладательницей 7 золотых, 2 серебряных и 3 бронзовых медалей. Это абсолютный рекорд мировых первенств.
- 2012 — первый российский чемпион мира WTHA — Герман Варгин.

Все золотые медали России на чемпионатах мира и Европы ITHF/WTHA:
| Год  | Чемпионат        | Организация | Число медалей | Чемпионат        | Организация | Число медалей | Всего медалей |
| ---- | ---------------- | ----------- | ------------- | ---------------- | ----------- | ------------- | ------------- |
| 2003 | Чемпионат мира   | ITHF        | 1             | Чемпионат Европы | WTHA        | -             | 1             |
| 2004 | нет турнира      | ITHF        | -             | Чемпионат мира   | WTHA        | -             | 0             |
| 2005 | Чемпионат мира   | ITHF        | 1             | Чемпионат Европы | WTHA        | -             | 1             |
| 2006 | Чемпионат Европы | ITHF        | 2             | Чемпионат Европы | WTHA        | -             | 2             |
| 2007 | Чемпионат мира   | ITHF        | 2             | Чемпионат Европы | WTHA        | 1             | 3             |
| 2008 | Чемпионат Европы | ITHF        | 2             | Чемпионат мира   | WTHA        | 3             | 5             |
| 2009 | Чемпионат мира   | ITHF        | 3             | Чемпионат Европы | WTHA        | 4             | 7             |
| 2010 | Чемпионат Европы | ITHF        | 4             | Чемпионат Европы | WTHA        | 5             | 9             |
| 2011 | Чемпионат мира   | ITHF        | 7             | Чемпионат Европы | WTHA        | 1             | 8             |
| 2012 | Чемпионат Европы | ITHF        | 6             | Чемпионат мира   | WTHA        | 1             | 7             |
| 2013 | Чемпионат мира   | ITHF        | 6             | нет турнира      | WTHA        | -             | 6             |
| 2014 | Чемпионат Европы | ITHF        | 6             | Чемпионат Европы | WTHA        | 0             | 6             |
| 2015 | Чемпионат мира   | ITHF        | 9             | нет турнира      | WTHA        | -             | 9             |
| 2016 | Чемпионат Европы | ITHF        | 6             | Чемпионат мира   | WTHA        | 1             | 7             |
| 2017 | Чемпионат мира   | ITHF        | 3             | нет турнира      | WTHA        | -             | 3             |
| 2018 | Чемпионат Европы | ITHF        | 5             | Чемпионат Европы | WTHA        | 5             | 10            |
| 2019 | Чемпионат мира   | ITHF        | 3             | нет турнира      | WTHA        | -             | 3             |
| 2021 | Чемпионат мира   | ITHF        | 3             | нет турнира      | WTHA        | -             | 3             |
| 2022 | Чемпионат Европы | ITHF        | 0             | Чемпионат Европы | WTHA        | 0             | 0             |
| 2023 | Чемпионат мира   | ITHF        | 0             | нет турнира      | WTHA        | 0             | 0             |
| 2024 | Чемпионат Европы | ITHF        | 0             | Чемпионат мира   | WTHA        | 0             | 0             |

Прим.: с 2013 года WTHA перешла на новую сетку проведения международных турниров. Чемпионаты Европы и мира стали чередоваться только по четным годам.

## Конструкции и спортивные стандарты

### ROD. Рычажный настольный хоккей

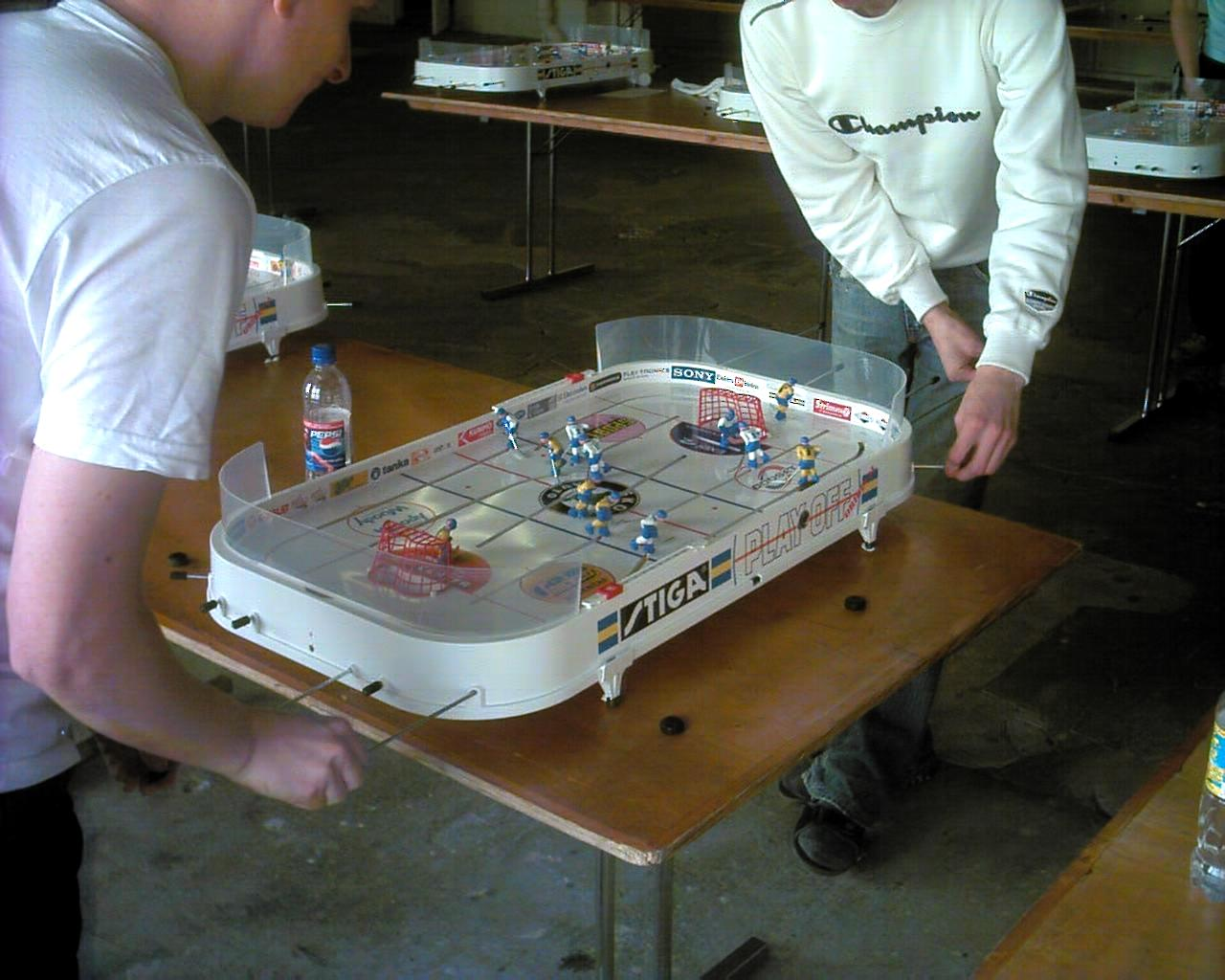
Процесс игры в настольный хоккей стандарта «Стига плей-офф»

Рычажный настольный хоккей (его называют ещё штыревым) известен старшему поколению россиян по настольной игре «Хоккей», выпускавшейся в СССР c 1950-х годов. В той или иной мере эта конструкция выдерживается всеми современными производителями.
Симулятор представляет собой плоскую прямоугольную коробку со скруглёнными краями, длиной до метра и высотой порядка 10 см. Верхняя горизонтальная поверхность выполняет роль игрового поля; она окружена бортиком и может иметь дополнительные заграждения на коротких сторонах, чтобы избежать вылета шайбы. На поле выставлены две команды, по пять фигурок полевых игроков и одному вратарю в каждой. Каждая фигурка устанавливается в специальном направляющем пазу, проделанном в игровом поле, и соединяется с рычагом, выходящим из коробки симулятора в сторону своего игрока. Каждый рычаг может двигаться поступательно и вращаться вокруг оси. Поступательным движением игрок перемещает соответствующую фигуру вдоль её паза, а вращательным — вращает фигуру вокруг своей оси в соответствующем направлении.
Игра ведётся довольно крупной пластмассовой шайбой. Пазы для движения полевых игроков имеют вид прямых или слегка изогнутых продольных линий и сделаны так, чтобы игроки контролировали всю территорию игрового поля (не было «мёртвых зон», где до шайбы не может дотянуться ни один из игроков) и допускать различные комбинации, передачи, перехваты шайбы у фигур противника и так далее. Вратари двигаются по короткой поперечной линии или дуге перед воротами. Игра начинается с вбрасывания шайбы в центр поля. Соперники, манипулируя рычагами, перемещают фигурки своих игроков и вращают их, стремясь перехватить шайбу и забросить её в ворота противника. В отличие от реального хоккея, здесь нет положения «вне игры» и, как правило, используется вбрасывание только в центре поля.
Игровые комплекты различных производителей различаются размерами игрового поля, расположением ворот, размерами, формой и расположением направляющих пазов, размещением игроков (обычно выбирается одно из двух расположений: или два полевых игрока в своей зоне и три в зоне противника, или наоборот). Различается конструкция ворот — это могут быть просто пластиковые загородки, установленные на поле, но в ряде конструкций их снабжают специальными устройствами для фиксации попавшей в ворота шайбы либо автоматическими датчиками взятия ворот, чтобы избежать споров в ситуации, когда шайба попадает в ворота и тут же отскакивает наружу. Дополнительно комплекты могут снабжаться двумя линейками с движками для облегчения ведения счёта либо электронным табло, специальными рычагами для извлечения шайбы из ворот и так далее.
Существует несколько признанных (в том числе международно) стандартов игрового комплекта для рычажного настольного хоккея. Исторически их поддерживают различные национальные и международные ассоциации.

#### Стига (шведский стандарт)
Традиционный вариант настольного хоккея на специальном поле с рычагами и направляющими, с объёмными фигурками игроков. В настоящий момент выпускается 5 моделей настольного хоккея «Стига/Stiga»: «Play Off Classic», «Play OFF 21 Peter Forsberg Edition», «Stiga High Speed Edition», «Stanley Cup» и «Red Line». Все они имеют абсолютно одинаковые размеры и конфигурацию игрового поля, но несколько отличающиеся фигурки игроков и оформление (вариант «Stanley Cup» по специальной лицензии имитирует оформление и цвета формы НХЛ, а в составе игроков есть фигурки, держащие клюшку «правым» хватом). По своей идеологии «Stiga High Speed Edition» тот же «Play Off Classic», но с более скользким игровым полем, что и создает динамичную и азартную игру. В этой версии настольного хоккея нет времени много думать, нужно быстро действовать. В варианте «Red Line» ради удешевления также изъято дополнительное ограждение игрового поля, линейки для ведения счёта и механизм для выбрасывания шайбы из ворот. Характерная особенность современных моделей «Стиги» — правильное расположение ворот и возможность заезда фигуркой игрока за ворота соперника (у большинства других моделей ворота расположены на самом краю игрового поля, пространства для игры за воротами нет). Модель «Стига плей-офф/Stiga Play Off Classic» — самый популярный в мире стандарт, признанный национальными федерациями наибольшего числа стран, в 2019 году началась его замена на «Play OFF 21 Peter Forsberg Edition».
Из спортсменов, выступавших в этом виде, в настоящее время чемпионом мира и Европы является Максим Борисов.

#### Бабл-хоккей (североамериканский стандарт)
«Бабл-хоккей/Bubble hockey», или пузырьной хоккей, наиболее распространён в США и Канаде, как популярнейший стандарт хоккейных болельщиков. Реализован обычным рычажным механизмом, но игровое поле прикрыто сплошным куполом из прозрачной пластмассы, что предопределило название. Непосредственная недоступность игрового поля привела к необходимости дополнения конструкции механизмами, обеспечивающими извлечение шайбы из ворот и установку её на точку вбрасывания. Как и другие рычажные симуляторы, может снабжаться датчиками и системой индикации для автоматического ведения счёта.
Комплекты производятся как в домашнем исполнении, так и в виде игровых автоматов для общественных развлекательных мест. В последнем случае аппарат имеет механизм, принимающий деньги; именно такая конструкция массово распространена по миру.
Ведущей международной организацией является IBHF — International Bubble Hockey Federation. 19 июня 2008 года была создана Федерация бабл-хоккея Санкт-Петербурга, 20 июня проведён первый в России турнир. Сейчас в фейсбуке действует Национальная Ассоциация Бабл-хоккея (National Bubble Hockey Association), которая свои соревнования называет чемпионатом мира по бабл-хоккею.

#### Луч (новосибирский стандарт)
Игра ведётся с помощью полян производства НПО «Луч» (Россия). Комплект традиционного вида, отличается плоскими фигурками игроков и наличием электрической системы фиксации взятия ворот и табло счёта. История российских турниров на «ЛУЧе» ведётся с 1986 г., ежегодно проходивших в Санкт-Петербурге. 12.06.2003 г. в Санкт-Петербурге был успешно проведён 1-й официальный чемпионат России под эгидой НПО «ЛУЧ» и РАНХ. На момент 2009 г. проведено 4 официальных чемпионата России. В мае 2008 г. РАНХ совместно с WTHA провела 1-й чемпионат мира на стандарте «Луч» в рамках 1-го чемпионата мира по мультистандарту.
Из спортсменов, выступавших в этом виде, наиболее известен чемпион мира WTHA 2008 года Сергей Гришин.

### AIR. Аэрохоккей разных производителей

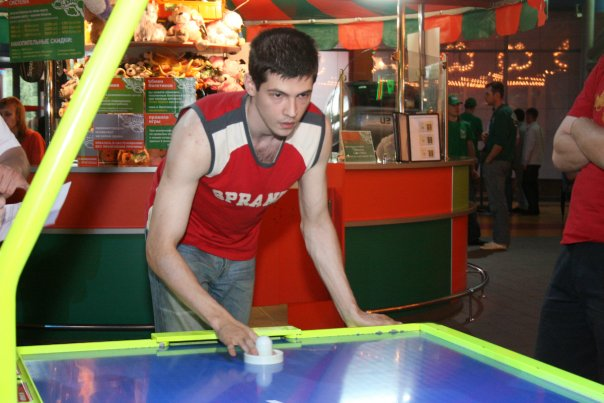
Игра в аэрохоккей

#### Аэрохоккей (американский стандарт)
Игру ведут два игрока за специальным столом, через поверхность которого компрессором постоянно нагнетается воздух, создавая воздушную подушку, уменьшающую трение шайбы о стол и, соответственно, увеличивающую скорость движения шайбы и темп игры. Задача игрока — забить гол в ворота противника, нанося удары по шайбе с помощью специальной биты, которую держат в руке. Бита имеет вид цилиндра с широким основанием (несколько сантиметров в диаметре), в который вставлена более тонкая вертикальная ручка для удобства удержания биты в руке. Игрок имеет право бить по шайбе только битой и только тогда, когда шайба находится на его половине игрового поля. Таким образом, аэрохоккей по виду и механизму игры похож, скорее, на настольный теннис, «хоккейными» его чертами остаются лишь шайба и ворота. Игровые комплекты для аэрохоккея производятся разных размеров и в различном оформлении. Типичный домашний комплект имеет игровое поле от 50 см до 1 м в длину, профессиональные спортивные и коммерческие установки делаются напольными (это, фактически, специальные столы) и могут иметь в длину 2 м и более.
Первопроходцами в развитии мирового «аэрохоккея/air hockey» как вида спорта является американская ассоциация USAA. Эта федерация стандартизовала для своих турниров столы «Динамо/Dynamo» с полем длиной 8 футов (~2,5 м) как единственно допустимые. С 1978 года под эгидой USAA проходят чемпионаты мира. 18 ноября 2006 г. учреждена European Air Hockey Association (EAHA), под эгидой которой прошли 1-й и 2-й чемпионаты Европы по аэрохоккею американского стандарта в Барселоне. Права на проведение 3-го чемпионата Европы были переданы WTHA, но из-за отсутствия стандартных столов турнир не состоялся. 4-й чемпионат Европы под эгидой WTHA состоялся 12-13 июня 2009 г. в Санкт-Петербурге. Общероссийской национальной федерацией является Российская федерация аэрохоккея (РФА)/Russian Airhockey Federation (RAF), организующая чемпионаты России, Кубки России и формирующая сборную для выезда на международные турниры. На Чемпионатах Мира и Европы WTHA нет жёстких требований к производителю оборудования и список типов столов и их производителей очень обширен.
Из спортсменов, выступавших в этом виде, наиболее известны Джесси Даути (11-кратный чемпион мира, удерживал звание с 1978 по 1988 год) и Тим Вейссман (10-кратный чемпион мира).

### BTH.Игры без направляющих и(или)рычагов управления и(или) электричества

#### Бильярд-хоккей (чешский стандарт)

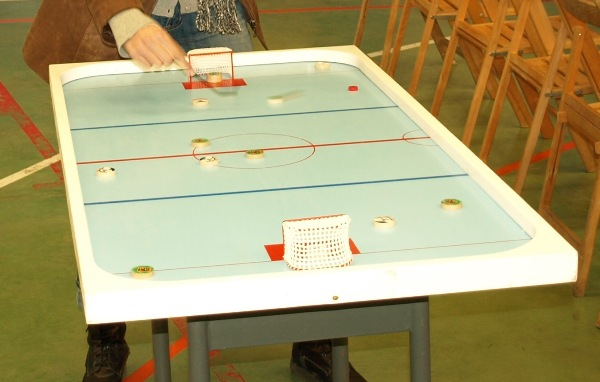
Стол для бильярд-хоккея

Бильярд-хоккей по игровому механизму действительно представляет собой своеобразную смесь настольного хоккея с бильярдом, хотя считается, что создана она 20 лет назад путём модификации чешской (или прусской) национальной игры с пуговицами. Игра ведётся на гладком поле с двумя воротами. Фигурки полевых игроков и вратарей имеют вид дисков с наклейками-обозначениями сверху, шайба — диск меньшего размера. Каждый из соперников имеет клюшку, которой он может наносить удары по фигуркам игроков своей команды. Чтобы передвинуть шайбу, игрок должен ударом по фигурке своего игрока заставить её удариться о шайбу и тем самым сдвинуть последнюю. Ходы делаются строго по очереди. Целью является забить большее количество шайб в ворота противника. Запрещаются удары клюшкой непосредственно по шайбе и по фигуркам игроков противника. Нельзя «вести» игрока по полю клюшкой, нельзя ударом направлять своего игрока на столкновение с игроком противника, если только этим же ходом до момента столкновения не будет сдвинута с места шайба.
С 1992 г. развитием «бильярд-хоккея» занимается WTHA. Проходят чемпионаты Мира и Европы. Сборная России из 5 игроков РАНХ 23-24 апреля 2004 г. впервые приняла участие в международном турнире — в 1-м чемпионате Мира по бильярд-хоккею под эгидой WTHA в г. Острава, Чехия. Сборная России из 5 игроков РФБХ приняла участие во 2-м чемпионате Мира под эгидой WTHA в личном зачёте 09.05.2008 г. и в командном — 11.05.2008 г. в г. Мост, Чехия. Общероссийской национальной федерацией является Российская Федерация Бильярд-хоккея.
Начиная с 2007 г. WTHA, адаптируя российский опыт мультистандартных турниров, добавила к бильярд-хоккею турниры нескольких других стандартов.
Из спортсменов, выступавших в этом виде, наиболее известны: 3х кратный Чемпион Европы 97,99,06 Петр Хонса (Чехия), который также является первым Абсолютным Чемпионом Мира WTHA 2008-12 по трем дисциплинам.

#### КарромНок хоккей ( Carrom nok hockey)
Разновидность древней игры карром , которой несколько тысяч лет. Официально правила записаны в 1942м году. В 2009м появилась электронная версия нок хоккея.

### ETH.Прочие разновидности, включая электрические

#### Магнитный настольный хоккей (мурманский стандарт)
В мире известно несколько конструкций настольного хоккея, основанных на управлении игроками с помощью магнитного поля. В России развивается только «мурманский стандарт» — конструктор и изобретатель Сергей Иванович Виноградов. Симулятор по принципу действия напоминает обычный механический штыревой настольный хоккей, но с одним принципиальным отличием: никаких направляющих пазов в игровом поле нет, а фигурки игроков имеют массивные магнитные основания. Управление фигуркой осуществляется с помощью магнитной штанги, которая примагничивается к нужному игроку снизу игрового поля и позволяет передвигать фигурку по любой траектории и вращать её вокруг вертикальной оси. Таким образом, возможности управления фигурками те же, что и в штыревом хоккее, но фигурки могут перемещаться по полю без ограничений. Платой за подвижность являются сложности управления. Одному игроку практически невозможно одновременно управлять более чем двумя фигурами, поэтому удобнее всего играть трое на трое: по две фигурки полевых игроков и одному вратарю с каждой стороны.
По технике управления это наиболее сложный вариант хоккейного симулятора. Механизм игры обеспечивает неограниченную подвижность фигур, возможность настоящей силовой борьбы, выполнение бросков и щелчков в различной технике. Имеется огромное количество вариантов техники, тактики и стратегии. Это позволило приблизить правила игры к правилам большого хоккея. В частности, только на этом симуляторе сохранено правило «вне игры» — миниатюры игроков могут пройти в зону противника только после того, как туда переместилась шайба.
Число играющих в мире составляет всего несколько десятков человек. Несмотря на это, магнитный хоккей мурманского стандарта официально признан Российской ассоциацией настольного хоккея. В настоящее время международных турниров по данному стандарту не проводится.

#### Cлинг пак хоккей (Sling puck hockey)
Разновидность настольного хоккея , игра очень популярна в Азии и имеет хорошие продажи в интернете.

## Турнирные правила и формулы проведения соревнований
Для каждого вида настольного хоккея к настоящему моменту устоялись определённые правила проведения турниров, которым следуют в большинстве случаев. При игре в неофициальной обстановке правила могут искусственно упрощаться по желанию игроков.

### ROD. Рычажный хоккей
Турнирные правила соревнований по рычажному настольному хоккею, как правило, в целом соответствуют принятым ITHF международным правилам игры по версии STIGA Регламенты конкретных соревнований могут иметь либо мелкие отличия, либо дополняться какими-то своими особенностями. В зависимости от численности играющих и прочих обстоятельств могут применяться различные турнирные схемы, такие как круговой турнир, олимпийская система, их смесь и другие. Как правило, в одном туре каждая пара игроков проводит один матч, но последние туры, определяющие чемпиона, могут состоять из более чем одного матча. Как правило, очки в турнире начисляются по схеме: «0 за проигрыш, 1 за ничью, 2 за победу».
Основные положения стандартных международных правил, определяющие проведение матча, следующие:
- Игроки должны прибыть на место проведения матча и быть готовыми к игре за 30 секунд до запланированного момента его начала. За опоздание к началу матча и за отказ от продолжения матча игроку засчитывается техническое поражение.
- Матч играется по таймеру, время — 5 минут. Время «грязное» — при незначительной остановке игры таймер не останавливается.
- Победителем в матче становится тот, кто забьёт большее число голов в ворота противника. При равном числе голов засчитывается ничья.
  - На турнирах плей-офф, когда ничья в матче недопустима, в случае равного числа голов, набранных за основное время, играется «овертайм» — матч продолжается до первой заброшенной шайбы.
- Матч начинается с постановки шайбы в центр поля. Перед вбрасыванием ближние к центру фигурки игроков передвигаются на свою половину поля. Начало игры происходит по общему для всех играющих сигналу. Шайба отпускается на центр поля с высоты 5 см.
- Поражение ворот (гол) засчитывается, если шайба попала в ворота одного из игроков и осталась там.
  - Гол не засчитывается, если шайба отскочила от внутренней части ворот и вылетела из них (в этом случае игра просто продолжается).
  - Гол не засчитывается, если он был забит фигуркой центрального нападающего, захватившей шайбу сразу после вбрасывания, и шайба до попадания в ворота не коснулась бортов или другого игрока.
  - Гол не засчитывается, если шайба попала в ворота в течение 3 секунд после вбрасывания.
  - Гол не засчитывается, если он забит ударом опорной ноги фигурки по шайбе после того, как шайба была этой фигуркой принята и обработана.
  - Гол не засчитывается, если шайба попала в ворота в результате сотрясения игрового поля.
- Игрок может поправлять свои фигурки на поле. Если игрок видит, что фигурку соперника требуется поправить, он может указать на это противнику. Во время поправления своей фигурки нельзя играть.
- Запрещается пассивная игра (игра на удержание шайбы, без попыток забить гол). Если игрок получил шайбу и в течение 5 секунд удерживает её, не предпринимая броска по воротам или передачи, соперник может объявить ему предупреждение о пассивной игре. Если игрок неоднократно получает и игнорирует такие предупреждения, то соперник может потребовать, чтобы игра была переиграна под контролем независимого судьи. Если в турнире игрок более чем в трёх партиях часто прибегает к пассивной игре, судейская коллегия может своим решением объявить ему техническое поражение во всех таких играх.[24]

## Фильмы, телепередачи
- Фильм «Скованные одной целью» (2010), посвящён настольному хоккею. Производитель — АТ ТВ, режиссёр — Алексей Титов.
- Телепередача «Настольный кубок», авторский проект петербуржца Олега Солода, получасовая еженедельная передача, продержалась год в сетке вещания 100ТВ (2004).
- Телепередача «Настольный хоккей», авторский проект москвича Михаила Марголиса, получасовая еженедельная передача, продержалась 2 года в сетке вещания 7ТВ (2007—2009)[25].
- Телепередача «Время настольного хоккея» — авторский проект популярного спортивного телеведущего Алексея Меньшова на интернет—телевидении (с 2012 года).